# Мечниковский переулок (Таганрог)
Мечниковский переулок — переулок в центральной исторической части города Таганрога (Ростовская область).

## География
Мечниковский переулок расположен между Александровской и Греческой улицами. Протяжённость переулка 600 метров.

## История
Мечниковский переулок назван в честь выдающегося биолога И. И. Мечникова.

## На улице расположены
- Ресторан «Старая крепость» — Мечниковский пер., 2
- Кинотеатр «Рот-Фронт» (до 1997 года) — угол Мечниковского пер. и Петровской улицы[2]
- Таганрогский колледж морского приборостроения — Мечниковский пер., 5[3]
- Средняя школа № 10 — угол Мечниковского пер. и улицы Фрунзе.